# 朱季堧
大冶悼僖王朱季堧（1429年—1450年9月10日），明朝楚庄王朱孟烷的庶四子，母李氏。為明朝唯一一代大冶王。
正統九年（1444年）四月，明英宗遣黔國公沐儼等為正使，給事中劉海等為副使，持節册封朱季堧為大冶王。
正統十三年（1448年）正月，遣永康侯徐安等為正使，尚寶司丞凌壽等為副使，持節册封武昌護衞指揮同知翟政妹為大冶王妃。四月，朱季堧的二哥楚康王朱季埱奏朱季堧婚期在即，但叔父崇陽王朱孟煒薨逝，朱季堧應該服喪，未敢成婚。英宗命禮部定議，說朱季堧當服期年之喪，但朱孟煒死前，君命已下，應該令王妃翟氏拜受册封，等服喪期滿成婚。英宗從之。
景泰元年（1450年）八月，朱季堧去世。明代宗得知，輟視朝一日，諡悼僖，遣官員賜祭，命有司營葬。无子，国除。
景泰二年（1451年）二月，朱季埱奏稱朱季堧的歲祿已經停發，遺孀翟氏及其宮眷無以養贍。代宗詔命每年給米二百石。